# Лесная (Орловская область)
Лесна́я — деревня в Орловской области России. 
В рамках административно-территориального устройства входит в Большекуликовский сельсовет Орловского района, в рамках организации местного самоуправления — в Орловский муниципальный округ.

## География
Расположена у юго-восточной границы города Орла.
Железнодорожная станция Кузмичёвка на линии Орёл — Верховье — Елец.

## Население
| 2002 | 2010 |
| ---- | ---- |
| 138  | ↘117 |

Согласно результатам переписи 2002 года, в национальной структуре населения русские составляли 96 % от жителей.

## История
В 1961 году указом Президиума Верховного Совета РСФСР деревня Разуваевка переименована в Лесная.
С 2004 до 2021 гг. в рамках организации местного самоуправления деревня входила в Большекуликовское сельское поселение, упразднённое вместе с преобразованием муниципального района со всеми другими поселениями путём их объединения в Орловский муниципальный округ.